# Kiratpur
Kiratpur (auch Basi Kiratpur) ist eine Stadt im indischen Bundesstaat Uttar Pradesh.
Kiratpur liegt in der nordindischen Ebene 120 km nordöstlich der Bundeshauptstadt Neu-Delhi im Distrikt Bijnor. Der Malini, ein kleiner linker Nebenfluss des Ganges, fließt westlich der Stadt in südlicher Richtung. Der Ganges strömt 14 km westlich der Stadt nach Süden.
Die nationale Fernstraße NH 119 sowie eine Bahnstrecke verbinden Kiratpur mit der 15 km südlich gelegenen Distrikthauptstadt Bijnor und mit der 18 km nordöstlich gelegenen Stadt Najibabad. 
Kiratpur besitzt als Stadt den Status eines Nagar Palika Parishad. Die Stadt ist in 25 Wards gegliedert. Beim Zensus 2011 hatte Kiratpur 61.186 Einwohner.